# Municipio de Navolato
El municipio de Navolato es uno de los 20 municipios que conforman el estado de Sinaloa. Su cabecera municipal es la ciudad homónima.

## Geografía
La ciudad de Navolato se localiza a escasos 25 km de la ciudad de Culiacán.
El origen de la palabra Navolato proviene del idioma mayo: "navo" (tunas o nopales), según Heberto Sinagawa, historiador oficial del estado de Sinaloa; indica que el nombre correcto es "cerco de nopales". Esta tesis no es unánime.
Navolato formaba parte territorial del municipio de Culiacán hasta que en 1982 se erigió como municipio libre por mandato del gobernador Antonio Toledo Corro.
La actividad principal es la agricultura, siendo sus productos principales el maíz y las hortalizas.

## Demografía
Según el censo del 2020 tenía una población de 149 122 habitantes, siendo 73 653 mujeres y 75 469 hombres. Los rangos de edad que concentraron mayor población fueron 15 a 19 años (15 731 habitantes), 20 a 24 años (17 416 habitantes) y 10 a 14 años (14 613 habitantes). Entre ellos concentraron el 29.3 % de la población total.

### Localidades
El municipio de Navolato tiene un total de 481 localidades; las principales y su población en 2020 son las que a continuación se enlistan:
| Localidad            | Población |
| -------------------- | --------- |
| Lic. Benito Juárez   | 33 496    |
| Navolato             | 30 796    |
| General Ángel Flores | 10 978    |
| San Pedro            | 4123      |
| Batauto              | 2863      |
| El Castillo          | 2811      |
| Juan Aldama          | 2563      |
| Altata               | 2137      |
| Dautillos            | 2069      |
| Las Aguamitas        | 1648      |

## Política
El municipio de Navolato fue erigido por decreto del 27 de agosto de 1982, promovido por el entonces gobernador de Sinaloa, Antonio Toledo Corro, y segregado su territorio del municipio de Culiacán. El gobierno le corresponde al ayuntamiento, que es electo por voto popular, universal, directo y secreto para un periodo de tres años no renovables para el periodo inmediato pero sí de forma no continua. Lo forman el presidente municipal y el cabildo integrado por trece regidores, de los cuales ocho son electos por mayoría relativa y cinco por el principio de representación proporcional. Todos entran a ejercer su cargo el día 1 de enero del año siguiente a la elección.

### Subdivisión administrativa
El municipio de Navolato se divide para su régimen interior en siete sindicaturas que son: Altata, Bachimeto, Juan Aldama, San Pedro, Sataya, General Ángel Flores y Lic. Benito Juárez. Los síndicos son electos mediante plebiscito popular por un periodo de tres años.

### Representación legislativa
Para la elección de diputados locales al Congreso de Sinaloa y de diputados federales a la Cámara de Diputados el municipio de Navolato se encuentra integrado en los siguientes distritos electorales:
Local:
- XV Distrito Electoral Local de Sinaloa con cabecera en la ciudad de Navolato.[8]

Federal:
- III Distrito Electoral Federal de Sinaloa con cabecera en Guamúchil.[9]

## Límites municipales
Tiene límites administrativos con los siguientes municipios y/o accidentes geográficos, según su ubicación:
|                                       | Norte: Angostura, Mocorito, Culiacán |                |
| Oeste: Angostura, Golfo de California |                                      | Este: Culiacán |
|                                       | Sur: Golfo de California, Culiacán   |                |